# デカメロン (映画)
『デカメロン』（伊: Il Decameron）は、1971年公開のイタリアのオムニバスコメディ映画。監督はピエル・パオロ・パゾリーニ。ボッカッチョ『デカメロン』の映画化。『パゾリーニの「生の三部作」の第1作で、『カンタベリー物語』（1972年）、『アラビアンナイト』（1974年）がこれに続く。
裸とセックスとスラップスティックな笑い、さらにスカトロジーが描かれる。第21回ベルリン国際映画祭において銀熊賞受賞。

## キャスト

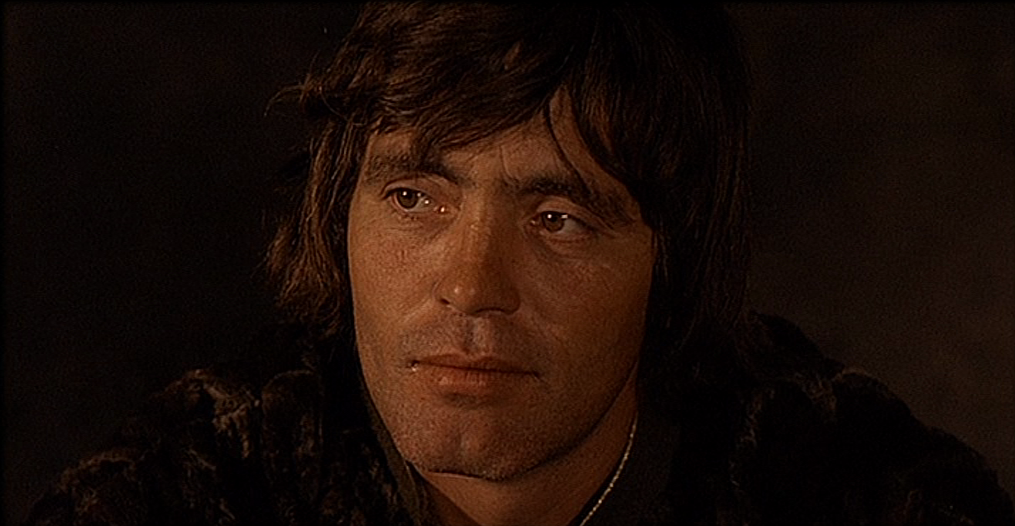
フランコ・チッティ
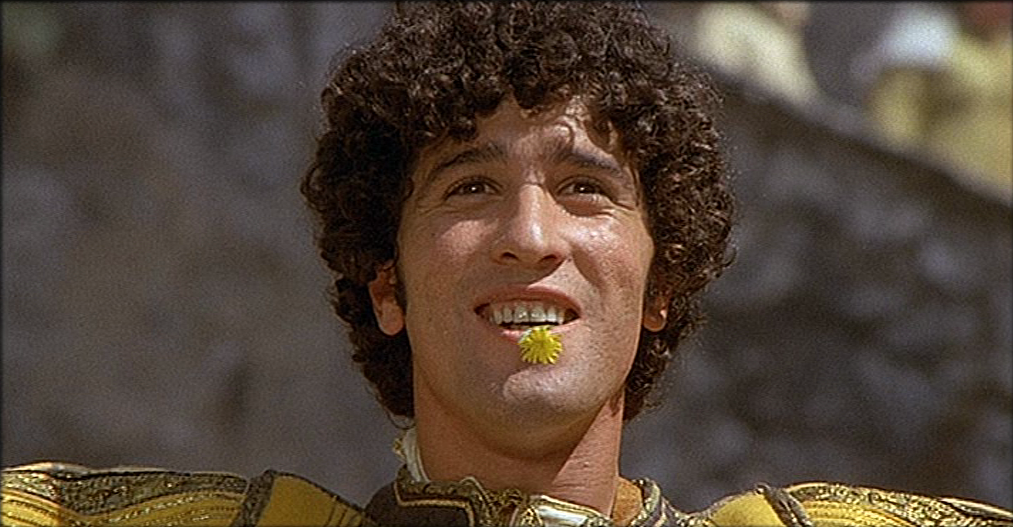
ニネット・ダボリ
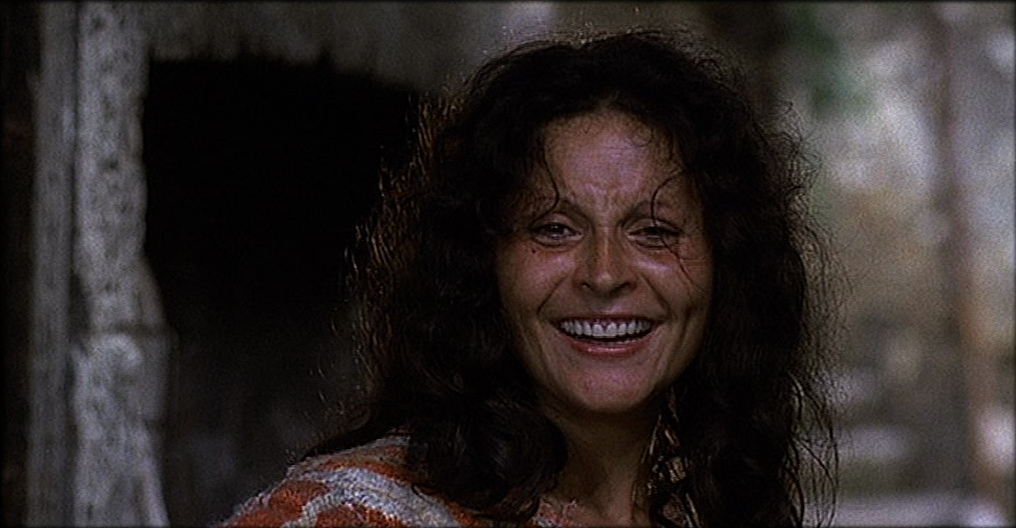
アンジェラ・ルーチェ
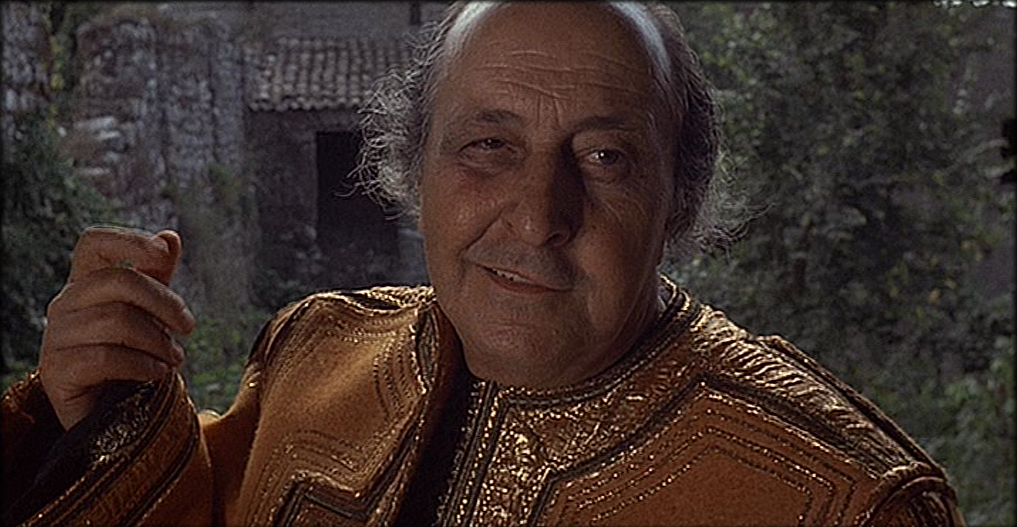
グイド・アルベルティ
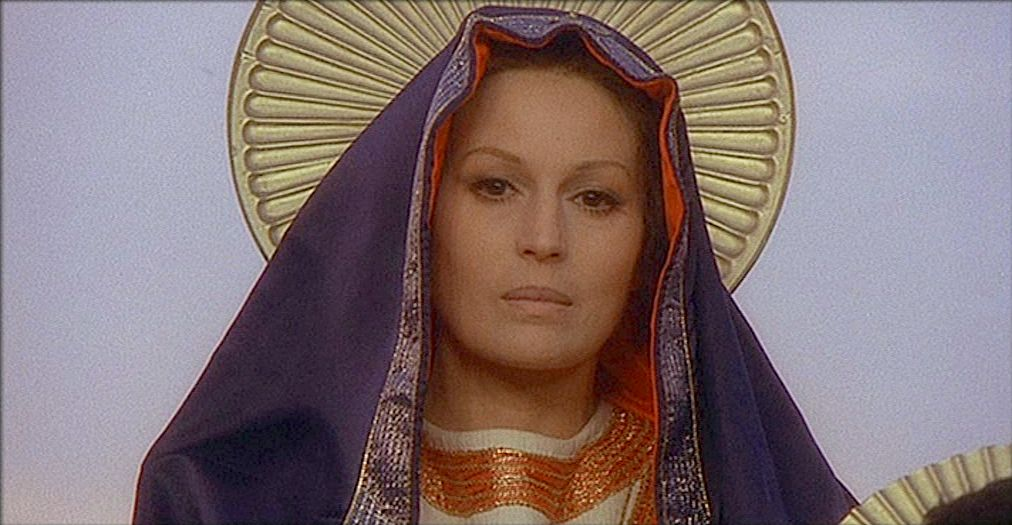
シルヴァーナ・マンガーノ

- チャペレット：フランコ・チッティ（イタリア語版）
- ペルージャのアンドレウッチョ：ニネット・ダボリ（イタリア語版）
- マゼット：ヴィンチェンツォ・アマート
- ペロネッラ：アンジェラ・ルーチェ（イタリア語版）
- 貴婦人：マリア・ガブリエラ・マイオーネ
- 僧：ジュゼッペ・ジガイナ
- ジョット：ピエル・パオロ・パゾリーニ
- 裕福な商人：グイド・アルベルティ
- 聖母：シルヴァーナ・マンガーノ（クレジットなし）
- カテリーナ：エリザベッタ・ジェノヴェーゼ（クレジットなし）

## 評価
1971年にイタリアで公開された映画のうち、動員数11,167,557人は『ゴッドファーザー』、『...continuavano a chiamarlo Trinità』（『花と夕日とライフルと… 風来坊』の続編。日本では劇場未公開、未ソフト化）についで第3位。2020年3月現在でも歴代トップ250の第25位にランクインしている。